# Психо 4: Началото
„Психо 4: Началото“ (на английски: Psycho IV: The Beginning) е американски филм на ужасите от 1990 г.
Направен е за телевизия Showtime и е едновременно предистория и продължение на Психо. Това е последен филм от поредицата.

## Актьорски състав
- Антъни Пъркинс – Норман Бейтс
- Хенри Томас – Младият Норман Бейтс
- Оливия Хъси – Норма Бейтс
- Си Си Ейч Паундър – Фран Амброус
- Уорън Фрост – д-р Лео Ричмънд
- Дона Мичъл – Кони Бейтс